# Манчестерский диалект английского языка
Манчестерский, или манкунский диалект английского языка  (англ. Manchester dialect, Mancunian) — это диалект, на котором говорят жители Манчестера, Англия, и его окрестностей.
Считается, что диалект в некоторой степени повлиял на речь жителей других регионов Англии. Этому способствовала популярность сериала Coronation Street и музыкальной группы Oasis.

## Диалект
Манчестерский диалект слегка отличается от других североанглийских диалектов. Одной из самых отличительных особенностей манчестерского диалекта является более ярко выраженное выделение гласных. На соседних к Манчестеру территориях гласные, напротив, выравниваются. Это особо заметно в словах с окончанием на <er>, например, tenner. Традиционно в манчестерском диалекте согласные /k/, /p/ и /t/ заменяются в речи гортанной смычкой, что также характерно для диалектов северо-востока Англии.
Лингвист Джон Уэллс изучал акценты Лидса и Манчестера. Он не обнаружил между ними существенных отличий, несмотря на то, что эти два региона разделяют Пеннинские горы. Единственным критерием для различения он выделил так называемое Ng-слияние (Ng-coalescence), характерное только для Манчестера. При нём слово singer рифмуется с finger, а слова king, ring, sing и т.п. заканчиваются звуком /g/ (в отличие от традиционного английского /ŋ/). Для речи же жителей Лидса более характерна "йоркширская ассимиляция" — превращение звонких согласных в глухие в таких словах, как Bradford /ˈbratfəd/, subcommittee /sʊpkəˈmɪtɪ/ и frogspawn /ˈfrɒkspɔːn/.
Манчестерский диалект, возможно, произошёл от старых ланкастерских диалектов, а затем подвергся влиянию говоров иммигрантов, наводнивших Манчестер во времена промышленной революции, когда Солфорд и Манчестер перестроили в порты для строительства Манчестерского канала. Иммигранты приезжали в поисках работы из других частей Европы, больше всего — из Ирландии.

## Распространение

### География
Распространение манчестерского диалекта относительно легко проследить. Он используется на территории графства Большой Манчестер, включая сам Манчестер, а также в Бери, Олдеме, Солфорде, Стокпорте, Теймсайде и Траффорде. Он также преобладает в некоторых прилежащих городах и посёлках, таких как Хеттерсли, Геймсли, Хендфорт и Бирчвуд. Все они находятся в пределах агломерации Манчестера.
Манчестерский диалект гораздо более своеобразен и уникален, чем кажется. Он довольно сильно отличается от акцентов близлежащих городов, например, Болтона и Уигана. Манчестерский диалект содержит сравнительно меньше диалектизмов, чем ланкаширский и чеширский диалекты, однако такие слова, как "Owt" (всё) или "Nawt" (ничего) остаются неотъемлемой его частью.

### Известные носители
Особо слышен манчестерский акцент в речи Марка Эдварда Смита, лидера группы The Fall, который родился в Солфорде и вырос в Прествиче, актёра Джона Хеншоу (из Анкоутс), а также Лиама и Ноэла Галлахера из группы Oasis. Актриса Каролина Эйерн (родом из Уитенше) говорит с более мягким и медленным вариантом акцента. Родившийся в Стретфорде Моррисси, который, как и многие манчестерцы, имеет ирландские корни, также говорит с данным акцентом с небольшим влиянием ирландского английского. С манчестерским акцентом говорил и солфордец Тони Уилсон, хотя его акцент подвергся некоторым изменениям, когда он воспитывался в Марпле и учился в Кембридже. Другой уроженец Солфорда Джон Кларк может послужить хорошим примером манчестерского акцента рабочего класса, который можно услышать во всех его голосовых записях. Среди других известных носителей боксёр Рикки Хаттон (из Хайда) и актёр Бернард Хилл (из Блэкли). Актёр Доминик Моннаган также говорит с заметным манчестерским акцентом, как и его персонажи в сериалах Остаться в живых и Вспомни, что будет. Некоторые носители менее известны за пределами Манчестера — среди них радиоведущие Имон О'Нил, Майк Суинни и Джимми Уэгг. Телеведущий Терри Кристиан (из Олд-Траффорда) говорит с очень сильным манчестерским акцентом, что послужило поводом для насмешек и обвинений в намеренном утрировании своего произношения, причём не только со стороны его манчестерских коллег. Среди телесериалов манчестерский акцент слышен в тех из них, действие которых происходит в самом Манчестере. К ним относятся сериалы Бесстыдники, The Street и The Royle Family. Персонаж полицейской драмы 1970-х годов The Sweeney Джек Рейган (Джон Тоу) — манчестерец, и говорит с соответствующим акцентом, немного изменённым за многие годы жизни в Лондоне. Джин Хант из сериала (Жизнь на Марсе) в исполнении Филипа Гленистера тоже говорит с тяжёлым манкунианским акцентом. Другой известный носитель манчестерского акцента — Карл Пилкингтон, радио- и телеведущий.
В самой известной манчестерской мыльной опере Coronation Street, вопреки расхожему мнению, манчестерский акцент в речи героев выражен не так сильно, как в других сериалах с местом действия в Манчестере. Однако некоторые герои всё же говорят с очень заметным акцентом. Среди них Кевин (Майкл Ле Велл), Тина (Мишель Киган), Рози (Эмма Коллинж) и Стив (Саймон Грегсон).
В популярном сериале Бесстыдники, место действия которого происходит в Манчестере, главные герои также говорят на манкунианском.

### Исследование стокпортского диалекта
Лингвист К.Р. Лодж опубликовал несколько статей на тему речи Стокпорта (1966, 1973, 1978). В 1978 году он сравнил речь подростка и представителя старшего поколения и выявил уход от монофтонгов [eː], [oː] и [aː] в FACE, GOAT и PRICE (что характерно для североанглийских акцентов) в сторону дифтонгов. Он также отметил как особенности Т-глоттализацию и редукцию определенного артикля.

## Словарный запас
Самые распространённые слова и фразы манчестерского диалекта включают 'having a buzz' (хорошо проводить время), 'scran' (еда; также встречается в речи жителей Ливерпуля и Глазго), 'gaff' (дом, квартира), 'sorted' (O.K.), 'scrote' (бродяга, нищий), 'safe' (в хороших отношениях), 'muppet' (невежда), 'wool' (от 'woolyback' — оскорбление у манчестерцев), 'dead' вместо "очень" (к примеру, 'dead busy' и 'dead friendly') и 'the dibble' (полиция). Слово "madferit" (сокр. от mad for it) в значении "полный желания, энтузиазма" долгое время олицетворяло Мэдчестер. Ирландское влияние встречается в именовании буквы 'h' как 'haitch' и использование 'youse' в роли множественного числа от 'you'. Однако подобное название для 'h' распространилось повсеместно и теперь используется 24% населения Великобритании среди рожденных после 1982 года.